# Ellisite
L'ellisite è un minerale.